# Pryskyřník ledvinitý
Pryskyřník ledvinitý (Ranunculus thora) je druh rostliny z čeledi pryskyřníkovité (Ranunculaceae).

## Popis
Jedná se o vytrvalou rostlinu dorůstající nejčastěji výšky 5–30 (zřídka až 40) cm s krátkým oddenkem. Lodyha je přímá, lysá, zpravidla nevětvená, na vrcholu většinou jen s jedním květem, řidčeji několika květy, na bázi jsou hnědé šupiny. Listy jsou střídavé, přízemní jsou řapíkaté, lodyžní přisedlé. Přízemní lity brzy odumírají. Spodní lodyžní list je zhruba v půlce lodyhy, je přisedlý, jeho čepel je nedělená, okrouhle ledvinitého tvaru, na okraji zubatá až vroubkovaná. Vyšší lodyžní list je taky přisedlý, kopinatý, někdy až trojlaločný. Květy jsou žluté, asi 15–20 mm v průměru.Kališních lístků je 5, lysé. Korunní lístky jsou žluté, je jich zpravidla 5. Kvete v květnu až v červenci. Plodem je nažka, asi 3–4 mm dlouhá, která je na vrcholu zakončená háčkovitým až svinutým zobánkem. Nažky jsou uspořádány do souplodí. Počet chromozomů je 2n=16.

## Rozšíření
Pryskyřník ledvinitý roste v horách jižní až střední Evropy. Vyskytuje se v horách SZ Španělska, Pyrenejích, v některých částech Alp, v Dinaridech a v části Karpat. Obsazuje zpravidla bazické substráty. V České republice neroste. Na Slovensku je znám především z Belianských Tater, a z Červených vrchů v Západních Tatrách. Ve Vysokých Tatrách je díky převážně kyselým substrátům vzácný.